# Roodkopnontimalia
De roodkopnontimalia (Schoeniparus brunneus, synoniem: Alcippe brunnea) is een zangvogel uit de familie Pellorneidae.

## Verspreiding en leefgebied
Deze soort telt 5 ondersoorten:
- S. b. olivaceus: centraal China.
- S. b. weigoldi: centraal en oostelijk Sichuan (het westelijke deel van Centraal-China).
- S. b. argutus: Hainan (nabij zuidoostelijk China).
- S. b. superciliaris: oostelijk en zuidoostelijk China.
- S. b. brunneus: Taiwan.